# Icsii Szajaka
Icsii Szajaka (市井紗耶香; Funabasi, Csiba, 1983. december 31. –) japán énekesnő, a Morning Musume második generációjának tagja.

## Élete

### 1998-2003
1998 májusában csatlakozott a Morning Musume-hez a második generáció tagjaként. 2000-ben elhagyta a csoportot, és az egész H!P-et is. 2001-ben Nakazava Júko-val énekelt a „FOLK SONGS” albumon, és még ebben az évben visszatért a reflektrofénybe a CUBIC-CROSS énekeseként. 2003-ban újra elhagyta a zeneipart, és feleségül ment Josizava Naoki-hoz és ebben az évben megszületett első gyermekük is.

### 2009-2013
2009-ben csatlakozott a Ranves Management ügynökséghez. Augusztusban megnyílt nyílvános és hivatalos blogja, és megjelent vele egy interjú a FLASH magazinban, majd megjelent a „Sunday Japan” TV-showban. Szeptemberben modellként vett rész a „Tokyo Girls Collection”-on. 2011-ben játszott az „Ashita ni kaeru ai” című filmben. Nyáron bejelentették, hogy májusban a férjével elváltak, mivel a férfi nem vette ki részét megfelelően gyermekeik neveléséből. 2012-ben Szajaka feleségül ment egy fodrászhoz, és 2013 tavaszán megszületett közös kisfiuk.

### 2014
Jelentkezett az AKB48 “Otona AKB48 Audition”-re. Nem került be a csapatba, de később agja lett az Ofuro48 idolcsapatanak. A csapatból még 2014-ben kilépett.

### 2016-2019
2016-ban nyílt meg önálló weboldala. Itt tette közzé, hogy negyedik gyermekével várandós, lánya 2017-ben született meg. 2018-ban a Hello! Project fennállásának 20. évfordulója alkalmából rendezett koncerteken ő is fellépett, de sajnos produkciója nem került fel a DVD és Blu-ray kiadásokra, mivel azokon Josizava Hitomi-val szerepelt, akit akkoriban rabosítottak. 2019-ben a további ünnepi koncerteken ismét fellépett, és ekkor már a DVD és Blu-ray kiadásokon is szerepelt. Nyáron bejelentették, hogy képviselőnek jelöli a japán parlament felső házába az Alkotmánydemokrata Párt. Mivel négy gyermeke van, kampányát gyermekvédelmi kérdésekre összpontosította.

## Diszkográfia

### Albumok
- Folk Songs (2001)
- C:BOX (2002)

### Kislemezek
- Jinsei Ga Mou Hajimatteru (2002)
- Shitsuren Love Song (2002)
- Todoke! Koi no Telepathy (2002)
- Zutto Zutto (2003)
- 4U ~Hitasura~ (2003)